# タイタン 34D
タイタン 34Dは、アメリカ合衆国の主に軍事衛星の打ち上げに使用されたロケットである。タイタンIIIの派生機種で、延長された第一段と第二段とより強力な固体燃料ロケットが特徴である。軍用としての引退後は少数が第二段を延長して大型のフェアリングを含むコマーシャル・タイタンIII仕様に改造された。いくつかの通信衛星とNASAのマーズ・オブザーバー探査機は商業用仕様のコマーシャル・タイタン34Dで打ち上げられた。
慣性上段ロケットやトランスファー・オービット・ステージやトランステージを含む多様な上段に対応可能である。
タイタン34Dモードの最初の打ち上げは1982年10月30日で、アメリカ国防総省のDSCS軍用通信衛星を2機搭載していた。
全ての打ち上げはケープカナベラル空軍基地のLC-40射場かヴァンデンバーグ空軍基地のSLC-4E射場で行われた。15機が打ち上げられ、そのうち3機が失敗した。
1986年4月18日、タイタン34Dは打ち上げ8.5秒後に爆発した。ビッグバード (KH-9) 衛星が破壊され、ヴァンデンバーグ空軍基地周辺に残骸と毒性のある推進剤が散乱した。

## ヴォルテックス衛星での使用
1984年から1989年にかけて3機のVortex衛星がタイタン34Dで打ち上げられた。
| 日付           | ロケット  | NSSDC ID  | 備考              |
| -------------- | --------- | --------- | ----------------- |
| 1984年01月31日 | 1984-009A | 1984-009A | ヴォルテックス4号 |
| 1988年09月02日 | USA 31    | 1988-077A | ヴォルテックス5号 |
| 1989年05月10日 | USA 37    | 1989-035A | ヴォルテックス6号 |